# Dawn Williams
Dawn Williams-Sewer (sinh ngày 23 tháng 12 năm 1973 tại Portsmouth, Dominica), cô là một vận động viên đã nghỉ hưu thi đấu cho Dominica.
Cô đã tham dự Thế vận hội Olympic mùa hè 1996 ở nội dung 800 mét nữ, ở vòng đầu tiên, cô đã hoàn thành hạng 3 và đủ điều kiện cho trận bán kết, nơi cô đã hoàn thành thứ 5 và chỉ bỏ lỡ một vị trí trong trận chung kết. Kết quả của cô là tổng thể ở vị trí thứ 10. Đây là năm 2016 thành tích tốt nhất của một vận động viên Dominican tại Thế vận hội.